# 장기하와 얼굴들 (음반)
"장기하와 얼굴들"은 대한민국의 밴드 장기하와 얼굴들의 두 번째 정규앨범이다. 2009년 2월 발표된 첫 정규앨범 "별일 없이 산다"는 상업적으로 성공했으나, 더불어 진행된 행사는 그들에게 피로를 안겼고 이에 2009년 후반기부터 2010년 상반기까지 휴식을 취한 뒤 2집 작업을 시작했다. 음반의 전곡의 작곡은 장기하가, 프로듀싱은 그와 하세가와 료헤이가 맡았으며, 모든 멤버들이 편곡에 참여했다. 서울 스튜디오와 드림 팩토리에서 녹음이 진행되었고 1집과는 달리 밴드적인 사운드를 내기 위해 따로 녹음하여 믹싱하지 않고 한 번에 합주 형식으로 녹음했다.
수록곡 'TV를 봤네'와 '그렇고 그런 사이'는 뮤직비디오로 제작되었다. 2집의 커버 아트는 1집과 마찬가지로 붕가붕가레코드 수석디자이너 김기조가 맡았다. 이전 음반처럼 여기서도 장기하는 '외로움'을 표현해달라고 부탁했지만, 그는 장기하와 얼굴들의 구성원이 교체되고 성격 및 면모가 바뀐 것을 확인, '감정의 분출'로 키워드를 바꾸어 1집의 침잠하는 느낌과는 다르게 분출하는 느낌을 내려고 했다. "튀어오르는" 장면을 찍기 위하여 물감을 튀게하는 등의 시도를 했으나 기술적인 문제로 실패했다. 최종적으로 나온 결과물은 점토로 모형을 만들어 사진을 촬영한 뒤 후처리한 것이다.
발표와 동시에 초도 물량 1만 5000장이 팔려나간 "장기하와 얼굴들"은 거의 모든 음악 평론가로부터 호평을 받았다. 제9회 한국대중음악상에서 올해의 음반과 최우수 록 음반 부문을 수상, 수록곡 '그렇고 그런 사이'는 최우수 록 노래 부문에서 수상했다. 음반의 성적에 힘입어 밴드는 올해의 음악인에서 수상하여 최초 4관왕을 이뤘다. 장기하와 얼굴들은 앨범 발매와 동시에 6월 17일에서 19일까지 3일에 걸쳐 서울 이화여자대학교 삼성홀에서 2집 발매 콘서트를 열었다. 2014년 1월, 애비 로드 스튜디오에서 작업을 거쳐 한정판 LP로 출시되었다.

## 배경
2009년 2월 발표된 첫 정규앨범 "별일 없이 산다"는 발매 두 달 만에 3만장이 넘게 팔렸고, 2011년 5월까지 총 5만 2천장이 팔렸다. 그와 밴드의 엄청난 인기는 이른바 '장기하 현상'으로 표출되기까지 했다. 2009년 11월 24일에서 29일까지 드라마 콘서트 "정말, 별일 없었는지"를 제작하여 공연한 밴드는 제주도 콘서트를 마지막으로 1집 활동을 접고 2집 준비에 들어갔다. 장기하는 2009년 인터뷰에서 공연을 한 횟수가 "100회는 넘는 것 같"다며 2010년 계획에 대해서는 자신만의 시간을 가지겠다는 말을 했다. 보도에 의하면 장기하는 그해 상반기부터 휴식을 취한 뒤 새 음반 작업이 시작되면서 다시 바쁘게 시간을 보냈다. 2010년 3월 1일, 탐음매니아 부문에 '달이 차오른다, 가자'가 수상하여 장기하 얼굴들을 대표해 참여한 장기하는 "지금 2집 준비중인데 멤버들이 다 다른 일중이라서 함께 참석하지 못했다"며 "곧 2집으로 돌아올 것이다. 죽이는 음악으로 보답해드리겠다"고 음반에 대한 자신감을 숨기지 않았다.
2010년 10월, 장기하는 팬클럽 사이트에 "기다려주시는 분들께는 죄송한 말씀이지만, 아마도 결과물은 해를 넘겨야 나올 것 같다"며 "들을 만한 음반을 만들려면 어쩔 수 없는 일정이니 이해해달라"고 당부했다. 아울러 미미 시스터즈의 탈퇴 소식을 전하면서 킹스턴 루디스카의 건반주자인 이종민과 김창완 밴드의 기타리스트 하세가와 요헤이를 영입해 재구성했다고 말했다. 2011년 1월, 멤버 정중엽은 인터뷰에서 "... 현재 내가 활동하고 있는 장기하와 얼굴들이 올해 4월쯤에 앨범을 낸다"고 언급했다. 장기하는 음반이 나온 시기에 김태호 PD로부터 "서해안 고속도로 가요제"에 참가해달라는 제의를 받았지만 거절했다. "헤럴드경제"가 보도한 바에 의하면, 장기하는 "이번 음반이 많은 사람들에게 듣기 좋은 음악이 되길 바라고 어느 정도 자신도 있는데, 무한도전 때문에 성공했다는 소리는 듣고 싶지 않았다"고 말했다고 한다. "엘라서울"과의 인터뷰에서는 "신보 발표 시기와 겹쳐서. 잘못하면 2집이 묻힐까 봐."라고 다른 답을 전했다.

## 녹음

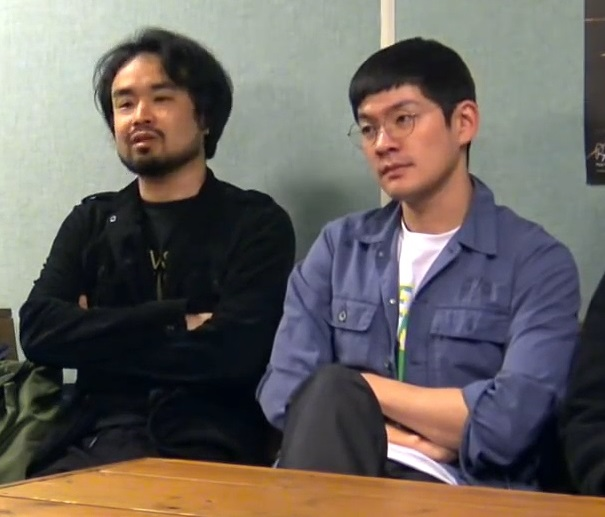
프로듀서로 참여한 하세가와 요헤이(좌측)와 장기하(우측)

녹음은 수록곡의 절반 이상이 만들어진 상태로 일본 공연 전 여러 사전 작업을 거친 뒤 2010년 11월 말부터 본격적으로 착수했다. 프로듀싱은 리더인 장기하와 하세가와 료헤이가 맡았으며 멤버들이 편곡에 참여했다. 녹음 및 믹싱은 고현정이 각각 서울 스튜디오와 드림 팩토리에서 진행했다. 믹싱 과정은 모든 멤버들이 참석한 상태에서 진행되었다. 마스터링은 소닉코리아의 전훈이 맡았고, 1집에 녹음 및 믹싱 엔지니어로 참여했던 나잠 수는 사운드 수퍼바이저로서 이를 지원했다. 이전 정규앨범 "별일 없이 산다"와는 다르게 밴드적인 사운드를 내기 위해 따로 녹음하여 믹싱하지 않고 밴드가 한 번에 합주 형식으로 녹음했다. 제목인 장기하와 얼굴들도 "밴드로 새 출발한다는 의미"에서 붙인 것이다. 장기하는 "1집을 저비용으로 만들었는데 그만큼 사주신 건 우리에 대한 투자라고 생각했다. 그래서 그때 번 돈으로 장비도 사고 좋은 스튜디오도 빌리고 실력 좋은 엔지니어도 섭외했다. 많은 분들의 '투자'가 없었다면 이런 음반은 못 만들었을 것 같다. 뭐 그렇다고 엄청나게 돈을 많이 들인 건 아니다. 상도덕에 어긋나지 않을 정도랄까."라면서 홈레코딩에 의존했던 1집과 달리 녹음과 악기 편성에도 "돈 좀 들였다"고 말했다.
이종민은 타이틀 곡 'TV를 봤네'와 '보고 싶은 사람도 없는데', '뭘 그렇게 놀래' 등에서 피아노, 오르간, 무그, 멜로트론, 클라비넷 등 다양한 건반 악기로 연주했다. 그는 '뭘 그렇게 놀래'에서 "클라비넷을 쓰는데, 악기에 기타 와우페달을 걸어서 연주했다"고 말했다. 장기하와 정중엽은 "'디테일이 명품을 만든다'는 생각에 사운드에 더 신경을 썼다. 베이스가 원하는 앰프가 국내에 없어 미국에서 공수했고 기타도 깁슨, 펜더 등으로 바꿔가며 연주했다. 대중은 '도어스가 쓴 앰프를 사용했군'이라고 듣진 않겠지만 이런 요소가 더해지면 '노래 좋네'라고 여기게 된다. 장비와 사운드에 해박한 하세가와 요헤이 씨의 도움이 컸다"고 말했다. '그렇고 그런 사이'에서는 하세가와가 예전부터 좋아하는 싸구려 키보드 소리가 나는 에이스톤이라는 1960년대 일제 키보드가 사용됐다. 하세가와가 이 키보드가 어울리겠다 싶어 시험했더니 그의 표현대로 딱 맞았으나 녹음 때 갑자기 고장나 스튜디오에 있는 해먼드 오르간으로 녹음했다. 하세가와와 장기하를 제외한 밴드 멤버는 오르간 소리가 더 낫다고 주장했지만 그와 장기하는 강하게 반발했고, 결국 하세가와가 에이스톤을 면봉으로 임시방편식으로 수리해 원테이크로 녹음을 완료했다.

## 음악과 가사
"장기하와 얼굴들"의 전곡은 리더 장기하가 썼다. 이민기에 따르면 타이틀 곡은 이런 과정으로 정해졌다. "장기하씨가 곡을 써왔고 처음에 들었을 때, 이 노래 정말 재미있다고 생각했죠. ... 어느 날부턴가 저도 그렇고 멤버들이 후렴구를 부르고 있는 걸 보고, 이 모든 걸 관찰하던 하세가와 요헤이 형님이 "그러니까, 이 곡을 타이틀 곡으로 해야 된다"라고 말했죠." 장기하는 'TV를 봤네'를 "루 리드 같은 작업을 해보고 싶다는 생각"으로 만들었다고 언급했고, 또한 트랙 중에서 '보고 싶은 사람도 없는데'를 자신이 가장 좋아하는 곡으로 칭하면서, 이 곡이 음반에서 가장 마지막에 제작된 곡임을 밝혔다. '우리 지금 만나'는 리쌍과 함께 작업했다. '날 보고 뭐라 그런 것도 아닌데'는 본인 말에 따르면 주변의 치켜세움으로 생긴 열등감을 표현한 것이다. 드럼 주자 김현호가 밝히기를 장기하가 "데모곡을 가지고 왔을 때와 최종적으로 앨범에 실린 음원이랑 가장 많은 차이가 있는 노래"기 때문에, 어떻게든 멤버들이 끼어들 수 있는 여지가 많아 공연 때도 열려있는 상태로 연주한다고 말했다.

"멤버 전원이 산울림, 송골매, 비틀스, 도어스 등 옛 음악을 좋아해요. 시간의 흐름과 세련미가 함께 간다고 생각해 옛것은 촌스럽다고 여기는 분들은 우리가 일부러 촌스럽게 음악을 만든다고도 하죠. 하지만 우린 복고의 감성을 세련된 소리로 뽑아내려고 노력했죠. '복고를 잘 구현했어'가 아니라 '요즘 소리와 다른데 괜찮네'란 느낌을 주고 싶었죠."

멤버들은 음반의 음악을 "복고의 자양분을 흡수했지만 독자적인 2000년대"의 것으로 소개했다. 소속사 붕가붕가레코드의 관계자는 "2집은 1집과 다르게 건반사운드가 추가돼 전반적으로 사이키델릭한 느낌이 날 것"이라고 말했다. 장기하는 휴식기를 보내던 중 "웨이브"와 가진 인터뷰에서 2집이 "아마 '포크 록'이라기보다는 '그냥 록'이 될 것 같다"고 언급한 바 있었고, 붕가붕가레코드 고건혁 대표는 "사이키델릭 록으로 만들어지고 있"다고 말했다. 산울림과 송골매의 영향력이 더 커진 것이 아니냐고 묻는 질문에 장기하는 "딱히 산울림과 송골매의 영향이라고만 말하긴 어렵다. 물론 너무너무 존경하는 선배님들이지만, 영향 받은 걸로 따지만 외국 음악도 많다."며 "노래를 만들면서 가장 적합한 사운드를 선택한" 것이라고 말했다.
"GQ"의 에디터 유지성은 포크적인 요소가 줄어들었으며, "기타보다 신시사이저의 비중이 커졌고, 기타에도 퍼즈 효과를 많이 먹였다."고 말했다. "연합뉴스"의 이은정 기자의 말에 의하면, 1집이 언플러그드 색채가 강한 포크록이었다면 이번 음반은 아날로그 느낌의 플러그드 밴드 음악이며 2집은 '복고와 독창성의 조화'란 점에선 대표곡 '싸구려 커피'와 '별일 없이 산다'의 연장선에 있지만 한층 다양한 스펙트럼의 세련된 사운드로 완성됐다고 한다. 이어 기자는 "수록곡 '보고 싶은 사람도 없는데' 한 곡에서만 후렴구는 1960-70년대 영미권 음악, 전주는 1970년대 색채를 보이고, '깊은 밤 전화번호부'는 후렴구에 1980-90년대 풍, '그렇고 그런 사이'는 1980년대 스타일로 편곡했지만 곡마다 현재성이 뚜렷하다고 썼다. "웨이브"의 최민우는 "음반이 맴도는 시공간의 큰 축은 1960년대와 1970년대의 한국 록"이며 "이는 밴드의 데뷔작뿐 아니라 미미 시스터즈의 데뷔작과도 같은 이미지를 공유한다"고 썼다. 음악 평론가 강헌은 "김민기에서 진지함을 빼고 정태춘에서 분노를 빼고 산울림에서 문학적 시정을 빼고 신중현과 엽전들에서 실험적인 미학을 빼고 황신혜 밴드에서 과장법을 뺀, 그 나머지의 질료로 21세기 대한민국 청년의 통속성이라는 술통에서 발효시킨 도수 낮은 술"이라고 묘사했다.

## 뮤직비디오
장기하가 수록곡 'TV를 봤네'와 '그렇고 그런 사이'의 뮤직비디오를 직접 연출했다. 두 뮤직비디오는 각각 2011년 6월 2일과 9일 공개되었다. 'TV를 봤네'가 먼저 나온 이유에 대해 장기하는 "동시에 공개하면 자극적인 곡인 '그렇고 그런 사이'에 묻힐 것 같았기 때문"이라고 설명했다. 제작에는 조상윤 촬영감독, 우승미 미술감독, 홍승철 조명감독 등이 스태프로 참여했다. 장기하는 "평소 음악과 영상이 어우러지는 것에 대해 관심을 많이 갖고 있었기 때문에 1집 때 뮤직비디오를 만들지 못했던 게 아쉬웠다. 그래서 2집 때는 꼭 뮤직비디오를 만들고 싶었다"며 "노래라면 여러 개 만들었던 적이 있지만 영상은 처음 만들어 보는 것이라 낯선 점이 많았지만 난생처음 '장감독'이라는 호칭을 듣고 오랜 꿈이 실현되는 것 같아 감개무량했다"고 소감을 전했다.

"뮤직비디오 감독으로 유명한 미셸 공드리가 와도 저보다 더 낫게 만들진 못했을 거예요. 첫 작품이라 걱정도 됐지만 제가 만든 노래를 저보다 더 잘 이해하고 영상으로 만들 수 있는 사람이 또 있겠어요."

두 뮤직비디오 모두 시작부터 끝까지 원컷으로 촬영한 독특한 구성을 보여주고 있다. 장기하는 'TV를 봤네'의 "후반부에 박장대소를 해야 하는 장면이 있었는데, 그 장면은 고민이 많"았으며 "주위 사람들 중에서 가장 웃기는 사람을 떠올리려고 많이 노력했어요."라고 말했다. '그렇고 그런 사이'는 멤버들의 손가락 춤으로만 구성된 실험적인 뮤직비디오다. MBC 인터뷰에서 장기하는 "최소한의 비용으로 최대 비율 뽑아내고 싶었습니다. 넓은 광경보다는 클로즈업을 하면 되겠다. 사람의 신체를 이용하면 되겠다."며 영상을 만드는 데는 카메라와 조명을 빌린 돈 정도만 들었다고 말했고, "서울신문" 인터뷰에서 춤의 탄생 계기에 대해 "손이라는 게 보고 있으면 가끔 사람 같다는 생각이 들 때가 있다. 손 자체가 훌륭한 배우가 될 수 있다고 생각했다."면서 "반전도 주고 싶었다. 사람들이 '손가락만 나오는 뮤직비디오인가 보다'라고 느끼게 한 뒤 마지막에 멤버 전원이 짜자잔 하고 등장하는 거다. 솔직히 멤버들을 강렬하게 보여주고 싶은 마음이 더 컸다. 우린 밴드니까."라고 커진 밴드성을 강조하기도 했다. '그렇고 그런 사이'의 유튜브 조회수는 공개 보름 만에 25만을 넘었고, 이투데이에서 선정한 태그스토리, 금주의 핫이슈 영상 TOP 10에 선정되었다.

## 발표와 홍보

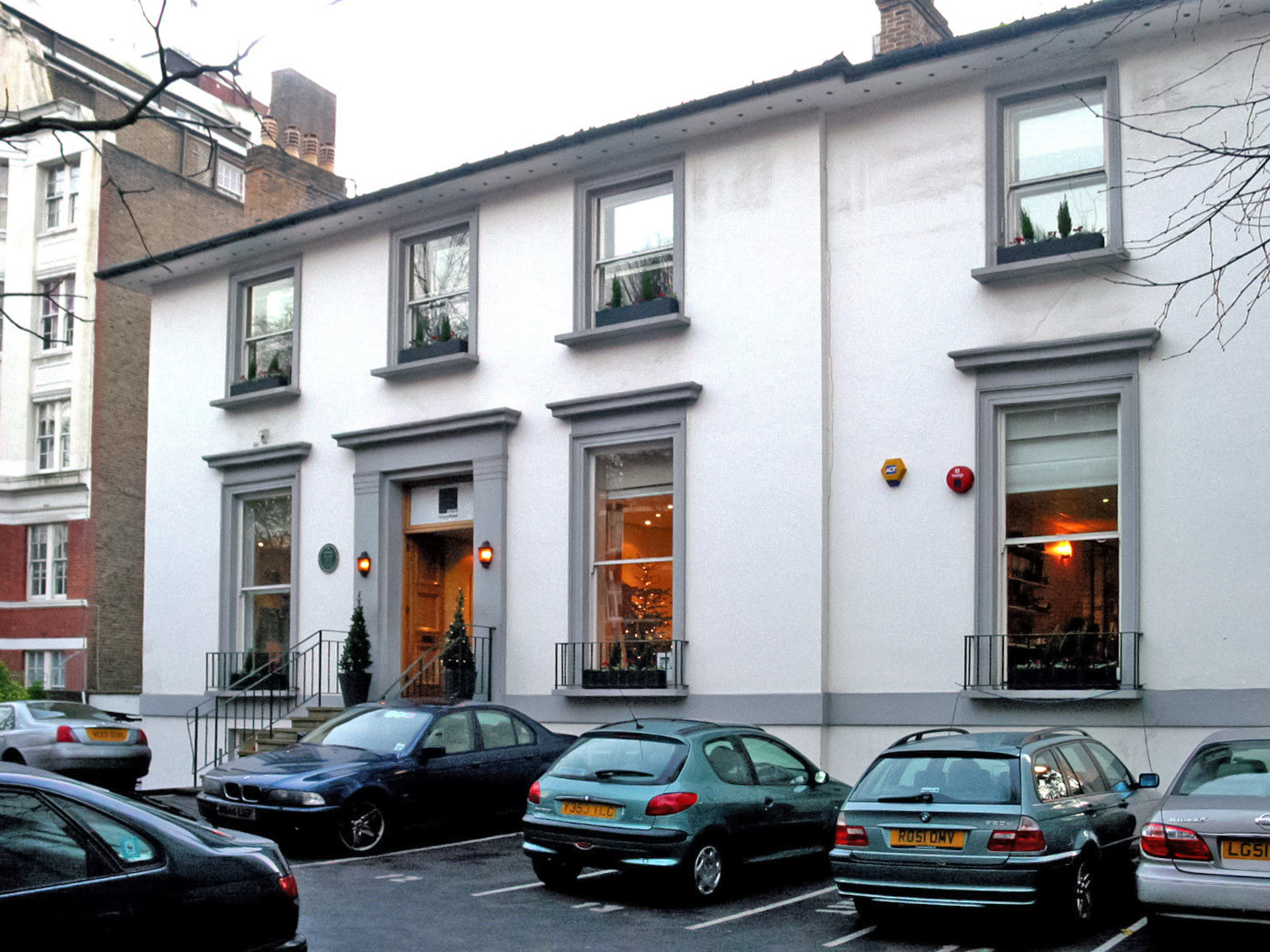
LP를 위해 리마스터링이 진행된 애비 로드 스튜디오

"장기하와 얼굴들"은 발표 다음일에 주요 온라인 판매처인 YES24, 알라딘, 인터넷 교보문고 등에서 판매율 1위를 기록했다. 예약판매 만으로 1만 5천장이 매진되어 발매 첫날 긴급하게 1만장을 추가 제작했다. 추가로 나온 5000장도 바로 매진되었다. 6월 10일에 앨범 타이틀 곡 '그렇고 그런 사이'는 벅스에서 1위를, 수록곡 'TV를 봤네'는 7위에 올랐다. 또 국내 최대 음반판매량 집계 사이트 한터차트에서는 5위다. 2014년 1월 블루, 블랙으로 구성된 한정판 LP로 발매되었다. LP 한정반을 제작하기 위해 전곡 리마스터링 작업과 랙커 제작이 영국 애비 로드 스튜디오에서 진행되었다.
밴드는 앨범 발매와 더불어 6월 17일에서 19일까지 총 3일에 걸쳐 서울 이화여자대학교 삼성홀에서 2집 발매 콘서트를 열었다. 콘서트 티켓은 5월 12일 목요일 낮 12시부터 인터파크에서 판매되었다. 티켓 오픈일인 5월 12일 예매자 중 30명을 추첨하여 앨범 발매 전에 장기하와 얼굴들과 함께 2집 수록곡 전곡을 가장 먼저 감상하고 멤버들과 이야기를 나눌 수 있는 특별한 시간이 주어질 앨범 발매 전야 음감회에 초청된다. 소속사 측은 "6월 발매되는 정규 2집을 기념한 콘서트 전석이 매진된 데 대해 감사의 의미로 이번 이벤트를 마련하게 됐다"고 밝혔다. 2집 발매 기념공연은 오픈 당일에 매진, 인터파크 5월 17일 금주 콘서트 예매 랭킹 4위를 차지했다. 관계자는 "팬들의 쇄도하는 요청으로 추가된 티켓이 오픈과 동시에 바로 매진됐다"며 "팬들은 장기하와 얼굴들 각종 게시판과 음악관련 게시판을 통해 티켓 양도를 청하고 있는 상황"이라고 말했다.

## 반응

### 수상
"장기하와 얼굴들"은 네티즌 온라인 투표로 이루어진 제1회 올레뮤직 인디어워드의 이달의 앨범 부문에서 압도적인 득표로 1위를 차지했다. 대중음악평론가 20명이 꼽은 올해의 앨범에서 들국화의 기타리스트 조덕환이 25년 만에 내놓은 첫 솔로 앨범 "롱 웨이 홈"을 꺾고 1위에 올랐고, 올해의 노래 1위까지 휩쓸어 2관왕을 달성했다. 1위에 선정된 '그렇고 그런 사이'는 2위와 비교하여 두 배 가까운 압도적인 지지를 얻었다. "장기하와 얼굴들"로 밴드는 제9회 한국대중음악상에서 올해의 음반과 최우수 록 음반에 선정되었다. 이 밖에도 올해의 노래, 최우수 록 노래, 올해의 음악인, 네티즌이 뽑은 올해의 음악인 부문 등 6개 부문에 후보로 올라 이승열과 함께 최다 부문 후보를 기록했다. 2012년 2월 29일에 열린 시상식에서 올해의 음반, 올해의 음악인, 최우수 록 노래, 최우수 록 음반의 4개 부문에서 우승하여 최초 4관왕을 이뤘다.

### 평가
| 전문가 평가 | 전문가 평가 |
| 평가 점수   | 평가 점수   |
| 출처        | 점수        |
| ----------- | ----------- |
| 웨이브      | [ 26 ]      |
| 이즘        | [ 50 ]      |

"장기하와 얼굴들"은 비평가에게 대체적으로 호평받았다. 음악 평론가 강헌은 음반을 "날로 치솟는 불쾌지수를 날려버릴 해학의 청량제 같은 앨범"이라 묘사하며 "걸그룹의 후크송과는 또 다른 중독성이 있다. 그의 음악적 기반은 당대 젊은이들의 감수성에 기반한 한국어의 미묘한 울림이다. 그것은 이 앨범의 오프닝곡 '뭘 그렇게 놀래'부터 머리곡인 '그렇고 그런 사이'를 지나 록밴드 특유의 리프에 실린 '날 보고 뭐라 그런 것도 아닌데'까지 양극화로 무너진 '88만 원세대'의 내면의 풍속도를 경쾌하게 그려낸다"며 호평했다. "텐아시아"의 김하진 기자는 "이 음반은 사운드적인 측면에서 한층 풍부해졌다는 걸 느낄 수 있다. 건반과 기타를 보강함으로써, 밴드의 음악적인 성장을 드러냈다. 대중성이 없는 듯했지만, 결과적으로 대중의 마음을 사로잡은 장가하와 얼굴들이 이번만큼은 '대중성'을 염두에 둔 것이 아닐까라는 생각을 들게 하는 곡들이 제법 담겨있다."고 평가했다.
대중음악 평론가 김작가는 사설에서 ""싸구려 커피" 싱글과 1집 "별일 없이 산다"는 장기하 특유의 '랩과 노래 사이의 무엇'에서 기인한 싱어송라이터적 음악에 기댔다. 이것이 성공 요인이기도 하다. 그러나 2집에서 밴드 사운드로의 완벽한 변신을 이뤘다. '장기하'가 '장기하와 얼굴들'로 완성된 것이다. 1집에서 이미 밴드를 지향했으니 당연한 일인지도 모른다. 그러나 단 한 장의 앨범으로 이러한 혁신을 이룬 팀은 한국 대중음악사를 통틀어도 흔치 않다. 게다가 해외의 최신 트렌드도 아닌, 1960~70년대 록의 문법을 단숨에 빨아들여 자기화하리라고 생각한 사람은 측근을 제외하면 없었을 것"이며, 이승열의 '확장'을 뛰어넘는 '혁신'을 이루어냈다며 극찬했다.
음악 웹진 사이트 "웨이브"의 최민우는 "밴드는, 그리고 장기하는, 자신들을 유명하게 만든 키치적인 위트에 더 이상 의존하지 않고 있다. 물론 장기하는 스포큰 워드와 노래를 적절히 섞어 가며 리듬 위에서 덩실거린다. 위트와 독설은 줄고 어휘와 내용은 보다 단정하게 다듬어졌다. 하지만 그가 무슨 말을 하고 싶은지는 충분히 알 수 있다. 무엇보다 그렇게 발음이 좋은데 안 들릴 수가 없지 않나?"라고 호평, 10점 만점에 8점을 매겼다. 그러나 "이즘"의 이종민은 한 줄 개요에는 "아직은 덜 완성된 장기하 창법."이라 적으면서 "편곡의 완성미는 좋아졌다"며 호평했으나, 장기하의 창법에 대해 "여전히 그만의 건조한 어투로 노래를 부른다. 싱잉(Singing)과 리딩(Reading)이란 지점에서 후자를 택하고 있지만, 스스로도 완전히 전자를 버리지 못해 어설프게 타협하려 한다."고 비판하며 5점 만점에 3점을 매겼다. 같은 웹진의 비평가 김학선은 "뛰어난 프로듀서이자 기타리스트인 하세가와 요헤이의 영입은 신의 한 수였다. 노련한 선배의 지휘 아래 밴드는 완전하게 자리를 잡았고 장기하라는 색깔은 더 분명해졌다 ... 장기하는 여전히 쉬운 멜로디를 만들어 거기에 예스런 사운드를 입히고 그것을 능청스럽게 표현해내고 있다. 그의 최대 장점이라 할 수 있는 구어체 '입말'의 맛은 더욱 맛깔스러워졌고 반면에 언어는 더 정제됐다."고 호평했다.

## 수록곡
전체 작사·작곡: 장기하
| #             | 제목                              | 재생 시간 |
| ------------- | --------------------------------- | --------- |
| 1.            | 〈뭘 그렇게 놀래〉                | 4:09      |
| 2.            | 〈그렇고 그런 사이〉              | 3:42      |
| 3.            | 〈모질게 말하지 말라며〉          | 3:43      |
| 4.            | 〈TV를 봤네〉                     | 3:38      |
| 5.            | 〈보고 싶은 사람도 없는데〉       | 4:18      |
| 6.            | 〈깊은 밤 전화번호부〉            | 3:19      |
| 7.            | 〈우리 지금 만나〉                | 3:31      |
| 8.            | 〈그 때 그 노래〉                 | 3:24      |
| 9.            | 〈마냥 걷는다〉                   | 5:27      |
| 10.           | 〈날 보고 뭐라 그런 것도 아닌데〉 | 8:17      |
| 11.           | 〈TV를 봤네 (다시)〉              | 1:02      |
| 총 재생 시간: | 총 재생 시간:                     | 44:30     |

## 참여 인원
K-POP ARCHIVE 제공
| - 장기하 (vocal, chorus) - 김현호 (drums, percussions， chorus) - 정중엽 (bass, chorus) - 이민기 (guitar, chorus) - 이종민 (keyboards, chorus) | - all songs written by 장기하 - all songs arranged by 장기하와 얼굴들, 하세가와 요헤이 (a.k.a. 김양평) - all songs played by 장기하와 얼굴들, 하세가와 요헤이 (a.k.a. 김양평) - except for TV를 봤네 (다시) with 성지송(cello) - producer 장기하, 하세가와 요헤이 (a.k.a. 김양평) - executive producer 곰사장 강명진 - recording ＆ mixing engineer 고현정 (at 서울스튜디오, 드림팩토리) - assistant enginner 김일호, 박지연 - mastering engineer 전훈 (at 소닉코리아) - sound supervisor 나잠 수 - cover design ／ artwork 김기조 (at kijoside) - promotion 강소희, 권선욱, 이주호 (붕가붕가 레코드) - distribution 송대현, 김설화 (at 붕붕 퍼시픽) - management 강명진, 강준식 (at 두루두루 AMC) |

## 참고 문헌
- 하세가와, 요헤이 (2015). 《大韓ロック探訪記》 [고고! 대한 록 탐방기]. 아트북스. ISBN 978-89-97835-90-4.

| 한국대중음악상 《올해의 음반상》 |                                            |                        |
| 2011년                           | 2012년 《장기하와 얼굴들》 장기하와 얼굴들 | 2013년                 |
| 《가리온2》 가리온               | 2012년 《장기하와 얼굴들》 장기하와 얼굴들 | 《위험한 세계》 윤영배 |
|                                  |                                            |                        |
|                                  |                                            |                        |